# São Valentim (Santa Maria)
São Valentim (Pronunciación portuguesa: [s'äw valët'ï], "San Valentín") es un barrio del distrito de São Valentim, en el municipio de Santa Maria, en el estado brasileño de Río Grande del Sur. Está situado en el sur de Santa Maria.

## Villas
El barrio contiene las siguientes villas: Alto das Palmeiras, Área Militar, Capão do Piquenique, Colônia Conceição, Colônia Toniolo, Laranjeiras, Passo da Laranjeira, Passo do Sarandi, Picadinha, Rincão da Lagoa, Rincão dos Brasil, Rincão dos Flores, São Valentim, Vila São Valentim.

## Galería de fotos

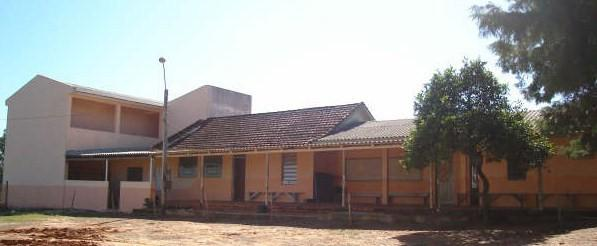

| Noroeste: Boca do Monte        | Norte: Boca do Monte | Nordeste: Tancredo Neves Boi Morto / Renascença |
| Oeste: Dilermando de Aguiar    |                      | Este: Lorenzi Urlândia Pains                    |
| Suroeste: Dilermando de Aguiar | Sur: Santa Flora     | Sureste: Pains Santa Flora                      |